# Peripatopsis capensis
Peripatopsis capensis är en klomaskart som först beskrevs av Grube 1866.  Peripatopsis capensis ingår i släktet Peripatopsis och familjen Peripatopsidae. Inga underarter finns listade i Catalogue of Life.